# 안드레 (가수)
안드레(아르메니아어: Անդրե, 본명: 안드레이 세르게이 호브나냔(Անդրեյ Սերգեյի Հովնանյան), 1979년 7월 8일 ~ )는 아르메니아의 가수이다. 유로비전 송 콘테스트 2006에서 아르메니아 대표로 참가했다.

## 같이 보기
- 유로비전 송 콘테스트 2006